# Prea Mojá Ghosananda

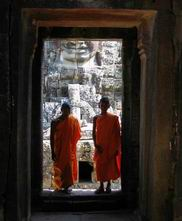
Revivir el budismo, reanimar la esperanza, trabajar por la paz y la reconciliación, fueron los ideales del maestro Ghosananda para Camboya, su patria.

Samdech Prea Mojá Ghosananda ("venerable maestro" Samdech Prea Mojá Ghosananda), nació en 1929 en la provincia de Takéo (Camboya) y murió el 12 de marzo de 2007 en Nueva York.
Fue una de las más conocidas personalidades del budismo camboyano y de la tradición Theravāda. Fue además el patriarca (sangha-rash) del budismo durante el tiempo que duró el régimen de los jemeres rojos (1975-1979) y desempeñó un papel clave en la transición entre el fin del régimen y la reconstrucción del país, al punto que llegó a ser nominado varias veces al Premio Nobel de la Paz.
El significado de su nombre, Samdech Prea Mojá Ghosanda, resume en idioma palí el significado de su persona en la historia de Camboya:
- Samdech es un título nobiliario concedido por el Rey de Camboya (comparable a un título de marqués o duque)
- Prea hace referencia a lo sagrado, o a un religioso de alto rango
- Mahá (‘grande’) se refiere a una persona de muy alto rango en el reino (es un título que también usa el rey)
- Ghosh Ananda se traduce ‘gozoso mensajero’.

## Educación
Hijo de una familia de campesinos en el delta del Mekong desde niño demostró gran interés por los asuntos religiosos y sirvió en la pagoda de su aldea. El estilo de vida de los monjes budistas le hizo que a tan sólo 14 años solicitara ser admitido como novicio. Comienza entonces una vida de estudios: primero y como es tradicional en el budismo camboyano, el estudio del antiguo idioma palí y sus escrituras, los estudios secundarios en la misma pagoda y después completó estudios superiores en Phnom Penh y Battambang. Por último iría a la India en donde recibió el doctorado en lengua palí en la Universidad Nalanda de Bihar.
El maestro Ghosananda recibió la educación de las más altas figuras del budismo Theravāda de su tiempo como el monje japonés Nichidatsu Fijii y el patriarca budista camboyano Samdech Prea Sangharaja Chuon Nath. En 1965 dejó Camboya para estudiar meditación bajo la disciplina del maestro tailandés Ajahn Dhammadaro, a su vez discípulo del maestro Ajahn Mun Bhuridatta, célebre por la tradicional meditación natural tailandesa. Cuatro años después, estudiando en el Monasterio Dhammadaro, Estados Unidos comenzó a bombardear a su país, Camboya, como parte de su desesperado plan por detener el avance de las guerrillas comunistas de Hồ Chí Minh en la Guerra de Vietnam. Camboya quedó atrapada en medio de una guerra internacional que la llevaría a graves consecuencias.

## Durante la era de los jemeres rojos
En abril de 1975, las guerrillas comunistas camboyanas que se conocieron como los jemeres rojos tomaron el control absoluto del país. Dentro de su programa político, el budismo —como las demás religiones— no tuvieron espacio. Pol Pot, quien había sido él mismo estudiante en una pagoda, declaró que los monjes eran inútiles parias y parte de una poderosa estructura feudalista del pasado. Los monjes fueron vistos con sospecha y desdén como parte de una clase intelectual y fueron tratados con especial brutalidad y «re-educados».
Como parte del llamado Año Cero declarado por los jemeres rojos, los monjes fueron sistemáticamente perseguidos, los monasterios cerrados y obligados a ser campesinos o recibir la tortura o la muerte. Muchos monjes fueron obligados a violar los votos religiosos amenazados con armas. Cuando finalizó la era de los jemeres rojos en 1979 no había monjes budistas en Camboya y casi todos los templos y pagodas quedaron en ruinas.
1979 trajo la invasión de tropas vietnamitas en Camboya que derrocaron el régimen de Pol Pot y ello causó una afluencia de refugiados camboyanos en Tailandia cuyos recuentos pusieron por primera vez el mundo ante el drama de recuentos escalofriantes sucedidos en menos de cinco años de régimen. Era consciente de ser uno de los pocos monjes sobrevivientes del budismo de su país y vio como misión esencial la de crear una nueva generación con aquellos refugiados atemorizados y sin esperanzas de volver a una patria en donde la paz parecía haberse exiliado. Cuando el maestro Ghosananda comenzó los antiguos cantos sagrados y sutras en medio de los refugiados, muchos rompieron en llanto con la nostalgia de aquello que había sido parte de la cotidianidad de la patria antes de una guerra brutal. Distribuyó copias de los textos sagrados budistas como protección e inspiración. Para el maestro, el no olvidar la identidad cultural era parte de la esperanza del retorno de la paz. Amigos y parientes del maestro perecieron todos en la guerra, de tal manera que Ghosananda fue también un damnificado a pesar de no haber estado en el país entonces.

## Restauración
El maestro Ghosananda fue una pieza clave en la Camboya post-comunista. Su presencia contribuyó a la reconstrucción de su patria y a revivir el budismo camboyano. En 1980 sirvió como representante de la llamada «Camboya en el exilio» ante las Naciones Unidas.
Cuando el régimen de Pol Pot colapsó en 1979, el maestro Ghosananda fue uno de los tan sólo tres mil monjes sobrevivientes del budismo camboyano de una población total de 60 mil que había en 1976.
En 1988 fue elegido por los tres mil monjes sobrevivientes como el Supremo Patriarca de Camboya en la diáspora jemer en el mundo. Aceptó el encargo de manera provisional hasta que hubiera una elección «más ortodoxa» en una Phnom Penh sin guerras.

## Dhamma Yatra
En 1992, cuando las Naciones Unidas lideró su gobierno de transición en Phnom Penh, el maestro Ghosananda dirigió el I Dhamma Yatra Nacional, una marcha de paz a través de Camboya en un esfuerzo por comenzar una época de restauración de la esperanza y la paz entre los camboyanos. El Dhamma Yatra, de 200 personas, tardó 16 días y recorrió 201 km, pasando incluso por territorios todavía controlados por los jemeres rojos.
Fue llamado «el Gandhi de Camboya» y nominado al Premio Nobel de la Paz por el presidente del Comité de Relaciones Exteriores del Senado de los EE. UU. También fue nominado en 1995, 1996, 1996 y 1997 por su trabajo de ayudar a la construcción de la paz en Camboya. Fue consejero del Discipulado Budista por la Paz. Fundó el Centro Dharma Yatra por la Paz y la Humanidad (en Phnom Penh), escribió el libro Budismo camboyano paso a paso. Aunque siempre manifestó que quería morir en su patria, su salud comenzó a deteriorarse y no le permitió volver más a Camboya. Falleció en Nueva York el 12 de marzo de 2007.